# Marpingen

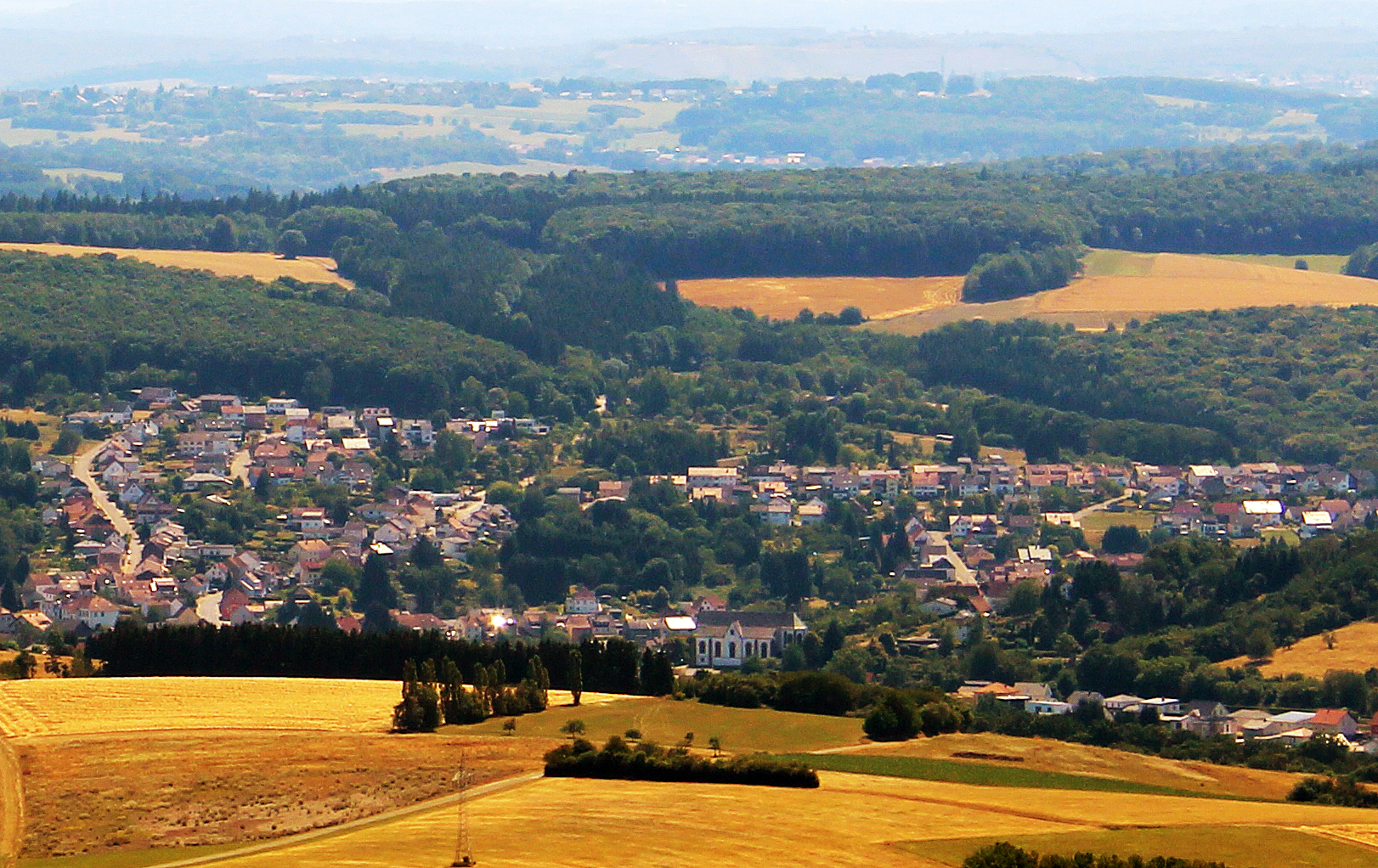
Blick vom Schaumberg auf Marpingen

Marpingen (im örtlichen Dialekt Määbinge bzw. Maarbinge) ist eine Gemeinde im Norden des Saarlandes. Sie liegt im Südwesten des Landkreises St. Wendel. Die Gemeinde entstand 1974 nach einer Gebietsreform durch die Verschmelzung der vormals selbstständigen Gemeinden Marpingen, Urexweiler, Alsweiler und Berschweiler. Nationale Bekanntheit erlangte der Ort im späten 19. Jahrhundert, als angebliche Marienerscheinungen im Ort und einem nahen Wald zu einem großen Pilgeransturm und in der Folge zu einem Militäreinsatz der Preußischen Armee zur Unterdrückung eines vermeintlichen Volksaufstandes führten.

## Geographie
Die Gemeinde Marpingen liegt im Prims-Blies-Hügelland am Rande des Naturparks Saar-Hunsrück rund 25 km nördlich der Landeshauptstadt Saarbrücken.
Die Ortschaften sind umgeben von landwirtschaftlichen Kulturlandschaften, sanften Hügeln und Mischwäldern. 800 Hektar der Gemeindefläche sind bewaldet. Im Ortsteil Urexweiler sprudelt die Quelle des kleinen Flusses Ill, der die Gemeinde durchfließt und die Basis für das rund 1100 Hektar große Naturschutzgebiet „Täler der Ill und ihrer Nebenbäche“ bildet, das zum Teil in der Gemeinde liegt. Dort wurde in den 1990er Jahren die Landschaft so naturnah umgestaltet, dass zuvor verlorene Tierarten wie der Biber wieder angesiedelt werden konnten und die Artenvielfalt der Pflanzenwelt anstieg.

### Gemeindegliederung
Die Gemeinde gliedert sich in vier Gemeindebezirke (Einwohnerzahlen Stand 31. Oktober 2016):
| Gemeindebezirk | Fläche (km²) | Einwohner |
| -------------- | ------------ | --------- |
| Alsweiler      | 9,24         | 2063      |
| Berschweiler   | 6,84         | 1036      |
| Marpingen      | 12,60        | 4683      |
| Urexweiler     | 11,50        | 2778      |

Zum Gemeindebezirk Marpingen gehört auch die Siedlung Rheinstraße, zum Gemeindebezirk Urexweiler auch die Siedlung Habenichts.

### Ortsteile

#### Marpingen
Das 12,56 km² große Marpingen (ca. 4700 Einwohner), der Hauptort der Gemeinde, liegt im Alsbachtal inmitten des hügeligen Hunsrückvorlandes. Vor der Gebiets- und Verwaltungsreform war Marpingen die größte Landgemeinde im Landkreis St. Wendel. Nur wenige Kilometer nördlich des Ortes erhebt sich bei Tholey der markante Schaumberg, der „Hausberg des Saarlandes“. Überregional bekannt wurde Marpingen im sportlichen Bereich (Handball, Tischfußball, Lauftreff, Segelfliegen) und als Pilgerstätte der Volksfrömmigkeit, in Erinnerung an die Marienerscheinungen 1876/1877, wo drei Frauen in der Mitte der 1990er-Jahre ebenfalls von Marienerscheinungen berichteten und die seitdem Anhänger aus Deutschland und den Nachbarländern anzogen. Die römisch-katholische Kirche erkennt die Erscheinungen offiziell nicht an. Am Ort befinden sich eine Grundschule und eine Gesamtschule. Die vorhandenen Kultur- und Sportstätten (Schulaula, „Schwesternhaus“, zwei Sporthallen, ein Kunstrasenplatz, eine Reithalle, ein Segelflugplatz sowie ausgeschilderte Wander- und Nordic-Walking-Wege) ermöglichen ein reges Vereinsleben im sportlichen und kulturellen Bereich.
Der Ortsteil Marpingen führt im m-förmig gezackten Schild eine heraldische vierblättrige Rose. Die grüne Farbe spricht für die Landesverbundenheit der Einwohner. Die fünfblättrige Rose wurde dem Wappen der Grafen von Blieskastel entnommen. Um 1200 besaßen die Blieskasteler Marpingen als Lehen.

#### Berschweiler
Berschweiler ist die südlichste der drei Talsiedlungen des Alstals, zu denen auch Alsweiler und Marpingen zählen. Geologisch gesehen gehört Berschweiler zum Lebach-Ottweiler-Bergland. Mit rund 1000 Einwohnern und 6,84 km² Fläche ist er der kleinste der vier Gemeindebezirke. Die Entstehung des Dorfes muss lange vor der ersten urkundlichen Erwähnung im Jahre 1281 liegen, denn 1949 wurden bei einer Ausschachtung Teile einer Steinaxt aus der jüngeren Steinzeit gefunden. Von römischer Zeit zeugen gleich mehrere Funde, unter anderem Reste einer Villa. Auch soll in der unmittelbaren Umgebung von Berschweiler ein mit Kostbarkeiten beladener goldener Wagen vergraben sein.
Seit Einführung der Reformation hat die evangelische Konfession einen großen Anteil an der Dorfgemeinschaft. 1574 wurde in Berschweiler, und im benachbarten Urexweiler, die damals zur Grafschaft Nassau-Saarbrücken gehörten, die evangelisch-lutherische Religion eingeführt. Nach dem Dreißigjährigen Krieg, der Berschweiler fast völlig entvölkerte, siedelte sich hier wieder eine überwiegend katholische Bevölkerung an, die bis ins 18. Jahrhundert die Bevölkerungsmehrheit bildete. Im 19. Jahrhundert wuchs die evangelische Bevölkerung im Ort stark an und stellt seitdem die Mehrheit im Dorf. Nach dem Zweiten Weltkrieg wurde der Wunsch nach einem eigenen Gotteshaus Wirklichkeit. Die Einweihung des evangelischen Gemeindehauses mit Kirchenraum erfolgte am 19. April 1953. Die katholische Einwohnerschaft konnte am 14. Juni 1953 die Einsegnung ihrer Kirche feiern.
Im Jahre 1993 begann der Naturschutzbund, sich ernsthaft mit der Wiederansiedlung des Bibers im Saarland zu befassen. An der Ill bot sich die Möglichkeit, das Biotopschutzprojekt „Illrenaturierung“ mit dem Artenschutzprojekt „Biberwiederansiedlung“ zu einer idealen Symbiose zu verknüpfen. Nach Biberansiedlungen im Dezember 1994 und Oktober 1995 wurden im Frühjahr 1996 weitere sieben Biber von Sachsen-Anhalt ins Saarland umgesiedelt. Fünf davon fanden ihre neue Heimat in Berschweiler. Zwischenzeitlich hat sich bei den Bibern Nachwuchs eingestellt. Dies kann als sicheres Zeichen dafür gewertet werden, dass sich die Tiere in Berschweiler in ihren Bauten und Dämmen sehr wohlfühlen.
Berschweiler ist eine in bewaldetem Hügelgelände idyllisch gelegene und von Landwirtschaft geprägte Wohngemeinde mit bedeutsamen und gut erhaltenen alten Bauernhäusern und vielen Bächen und Weiheranlagen.
Hier befindet sich auch das Schullandheim der Gemeinde Marpingen mit seinem umfangreichen Angebot. Im Rahmen der „Lokalen Agenda 21“ haben sich gerade in Berschweiler mehrere sehr aktive Arbeitsgruppen gebildet, die das Ortsbild und das Geschehen maßgeblich mitgestalten.

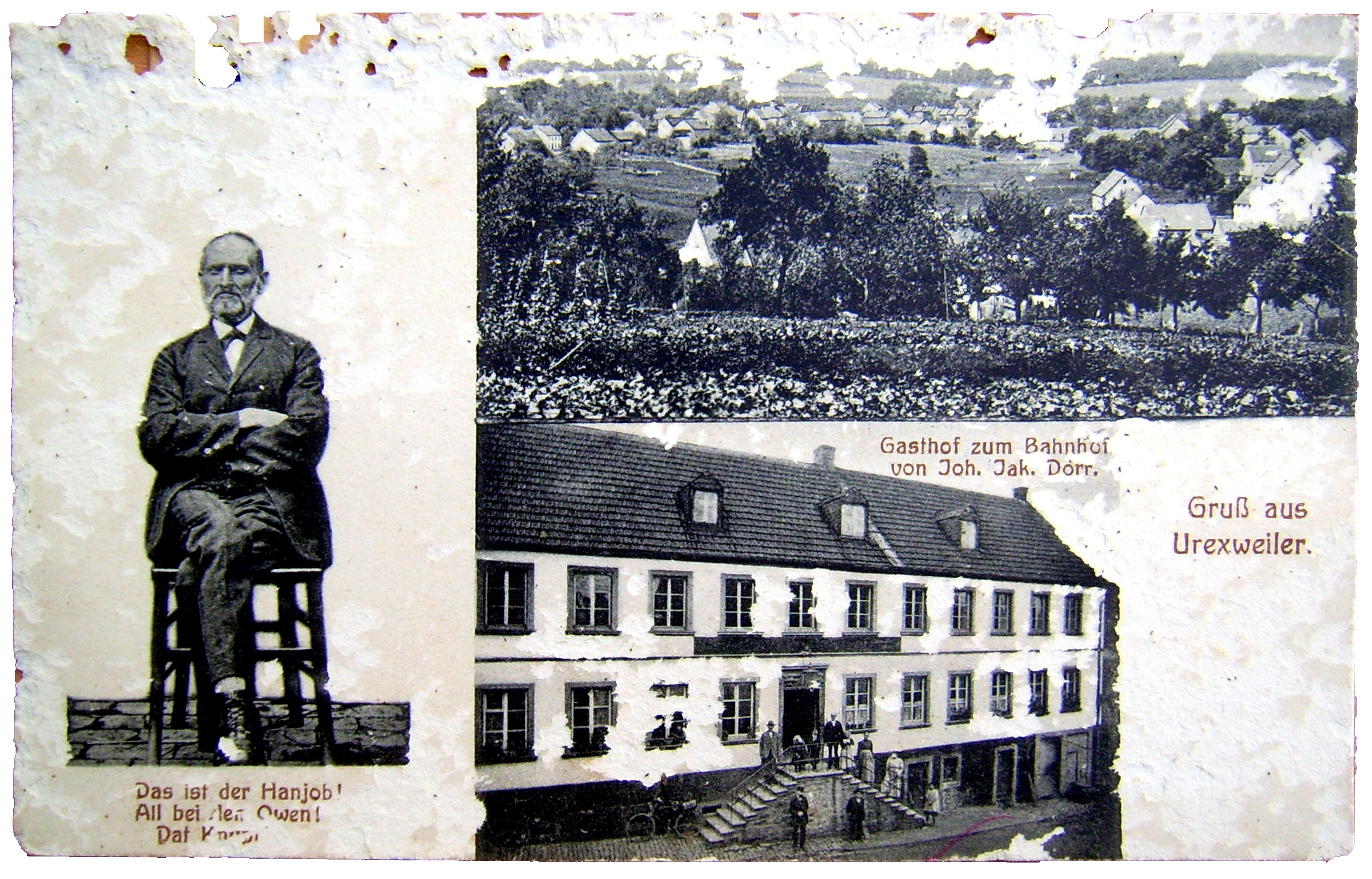
Johann Jakob Dörr, genannt Hanjob

#### Urexweiler
Das Dorf (ca. 2800 Einwohner) hat zahlreiche Vereine, wie z. B. den DC-Bock 1976, den Sportverein (SVU), Obst- und Gartenbauverein, Wander- und Mandolinenverein, Musikverein Harmonie, Gesangverein Concordia 1878 e. V., Geflügelzuchtverein, Karnevalverein Urexweiler, Hasenzuchtverein, Tennisclub Urexweiler, Tischtennisclub Urexweiler und viele mehr. Nach einem alten „Exweller Original“, dem mittlerweile verstorbenen Hanjob, werden auch die Einwohner von Urexweiler heute manchmal scherzhaft so bezeichnet. Ein beliebtes Ereignis im Dorf ist das sogenannte Exweller Dorffest, es findet jährlich am ersten Wochenende im September statt.

#### Alsweiler
In Alsweiler (ca. 2100 Einwohner) befindet sich das Hiwwelhaus, das älteste noch erhaltene Bauernhaus des Saarlandes. Erbaut wurde es 1712, heute ist es zum Kulturzentrum umgebaut und wird vom Hiwwelhaus e. V. verwaltet. Zu den vielfältigen Veranstaltungen im Hiwwelhaus gehören z. B. Foto- und Kunstausstellungen, Klavier- und Gitarrenkonzerte sowie allgemeinwissenschaftliche Vorträge. Im historischen Teil des Hauses bietet das „Geschichtsforum Alsweiler e. V.“ Führungen zur Geschichte des Anwesens an.

### Nicht selbstständige Siedlungen

#### Habenichts
Rund zwei Kilometer außerhalb von Urexweiler liegt die historische Siedlung Habenichts.

#### Rheinstraße

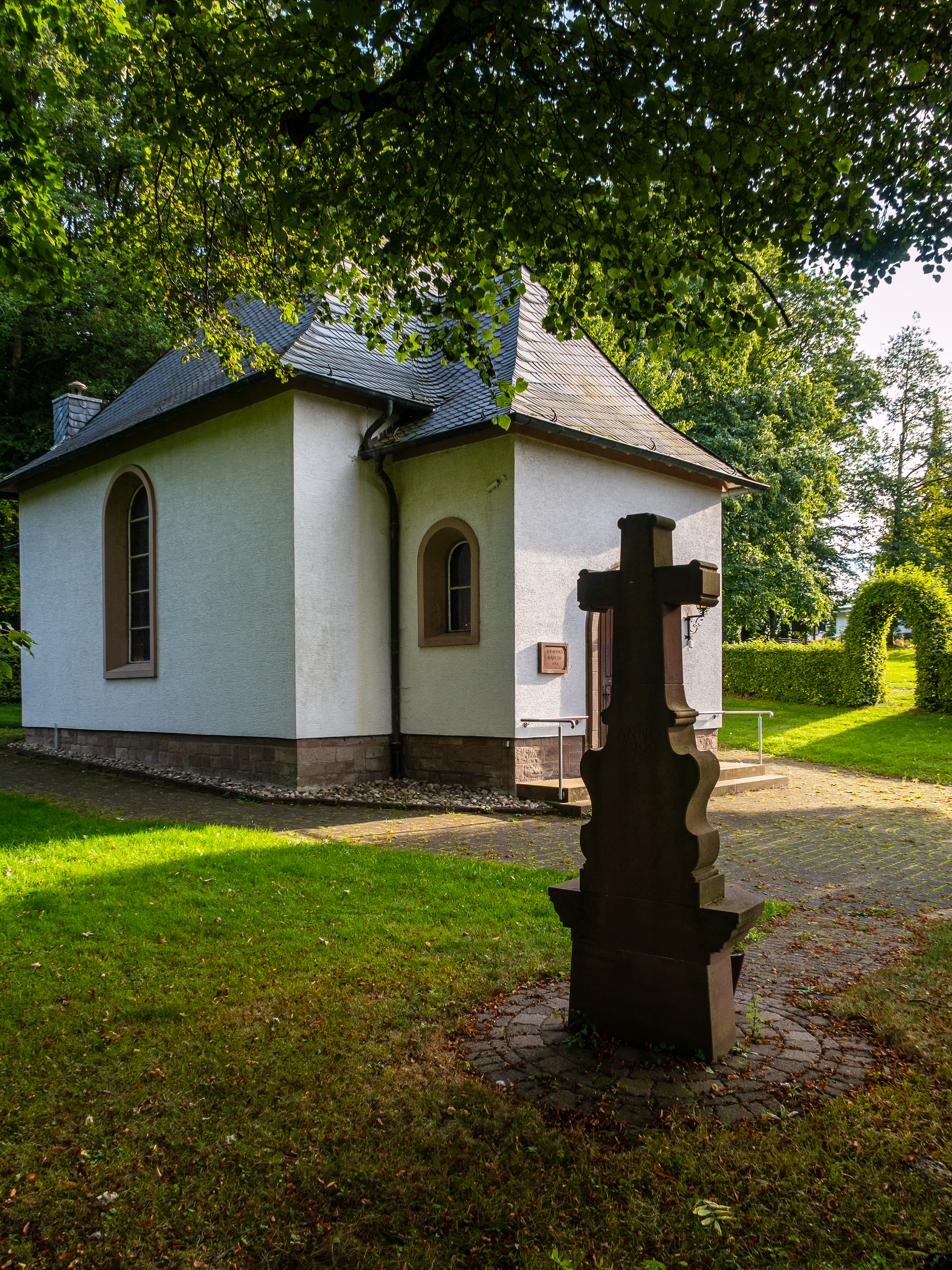
Johannis-Kapelle (Stròòßer Kapell)

In der Epoche der römischen Kolonisation kreuzten sich im Wareswald in unmittelbarer Nähe des heutigen Alsweiler zwei der vier wichtigsten Durchgangsstraßen jener Zeit: zum einen die Straße von Metz nach Mainz, zum anderen die Verbindung von Trier nach Straßburg, die noch heute als „Rheinstraße“ bezeichnet wird. Es wird vermutet, dass diese Verbindungsstraße nicht von den Römern angelegt, sondern bereits zu der Zeit der Kelten benutzt wurde, dies legen auch mehrere Funde aus der keltischen Zeit nahe.
Erschlossen wurde die Rheinstraße, auch bekannt als et Heisje, von einem Vorfahren der Familie Recktenwald, der auf dem heutigen Gebiet der Rheinstraße ein kleines Haus erbaute, worauf auch der genannte Spitzname der kleinen Siedlung zurückgeht. Nach und nach zogen Menschen in die Siedlung, die meist in einem verwandtschaftlichen Verhältnis untereinander standen. Die Siedlung Rheinstraße ist vor allem aufgrund der schönen Wanderlandschaft und wegen des Ausblicks auf das St. Wendeler Land bekannt. Das Friedenskreuz auf der Rheinstraße wurde als Mahnmal und zum Dank für 50 Jahre Frieden in Deutschland von den Bewohnern dieses kleinen Ortsteils 1995 errichtet. An der Rheinstraße befindet sich in herrlicher Lage die Johannis-Kapelle (Stròòßer Kapell). Am 1. Mai findet hier alljährlich das Reiterfest statt, zu dem Menschen aus der ganzen Region kommen. Zudem gibt es einen kleinen Sportplatz, der gelegentlich für lokale Spiele genutzt wird. Hier leben heute ca. 140 Menschen in 44 Häusern.

### Klima

Niederschlagsdiagramm

Der Jahresniederschlag beträgt 1069 mm und liegt damit im oberen Drittel der von den Messstellen des Deutschen Wetterdienstes erfassten Werte. Über 88 % zeigen niedrigere Werte an. Der trockenste Monat ist der April; am meisten regnet es im Dezember. Im niederschlagreichsten Monat fällt ca. 1,6-mal mehr Regen, als im trockensten Monat. Die jahreszeitlichen Niederschlagschwankungen liegen im oberen Drittel. In 68 % aller Orte schwankt der monatliche Niederschlag weniger.

## Geschichte
Die erste urkundliche Erwähnung von Marpingen erfolgte um das Jahr 1084. In einem in Latein verfassten Dokument bestätigte Kaiser Heinrich III., dass ein Ritter namens Emich sein Lehen, das castellum marpedinum, an den Bischof von Verdun übergab.
Im Jahre 1984 wurde zu diesem Anlass eine 900-Jahr-Feier durchgeführt. Funde aus der Jungsteinzeit (Klopfstein), der Bronzezeit (Schmuck aus Hügelgrab) und Kriegergräber aus der Keltenzeit beweisen jedoch, dass das Gebiet des heutigen Marpingen schon früher bewohnt wurde.
Der Ort war bis 1814 dem Kanton Tholey im Département Moselle zugeordnet.

### Eingemeindungen
Am 1. Januar 1974 wurden die bis dahin selbständigen Gemeinden Alsweiler und Urexweiler sowie Berschweiler (aus dem Landkreis Ottweiler) eingegliedert.
Die vier Blätter der für das neue Wappen gewählten Rose symbolisieren die vier Orte der Gemeinde.

## Politik

### Gemeinderat
Die Gemeinderatswahl vom 9. Juni 2024 führte zu folgendem Ergebnis:
| SPD   | 46,3 % | 16 Sitze | + 0 |
| CDU   | 40,3 % | 14 Sitze | + 0 |
| AfD   | 8,0 %  | 2 Sitze  | + 2 |
| GRÜNE | 3,7 %  | 1 Sitz   | − 1 |
| LINKE | 1,7 %  | 0 Sitze  | − 1 |

### Bürgermeister
- 1974–1982: Josef Sartorius (CDU)
- 1982–1990 Hermann Neis (CDU)
- 1990–2016: Werner Laub (SPD)
- Seit 1. August 2016: Volker Weber (SPD)

Werner Laub schied zum 31. Juli 2016 wegen Erreichung der Altersgrenze aus. Er wurde zum 1. August 2016 von Volker Weber abgelöst, der mit 32 Jahren jüngster Bürgermeister des Saarlandes wurde. Weber setzte sich bei der Direktwahl am 10. April 2016 im ersten Wahlgang gegen zwei weitere Kandidaten mit 56,98 % der abgegebenen Stimmen durch. Die Wahlbeteiligung lag bei rund 69 %. Auf CDU-Kandidat Manfred Wegmann entfielen 35,91 % der Stimmen und auf die freie Bewerberin Sabine Nowaczyk 7,11 % der Stimmen.

## Kultur und Sehenswürdigkeiten

Marienkapelle

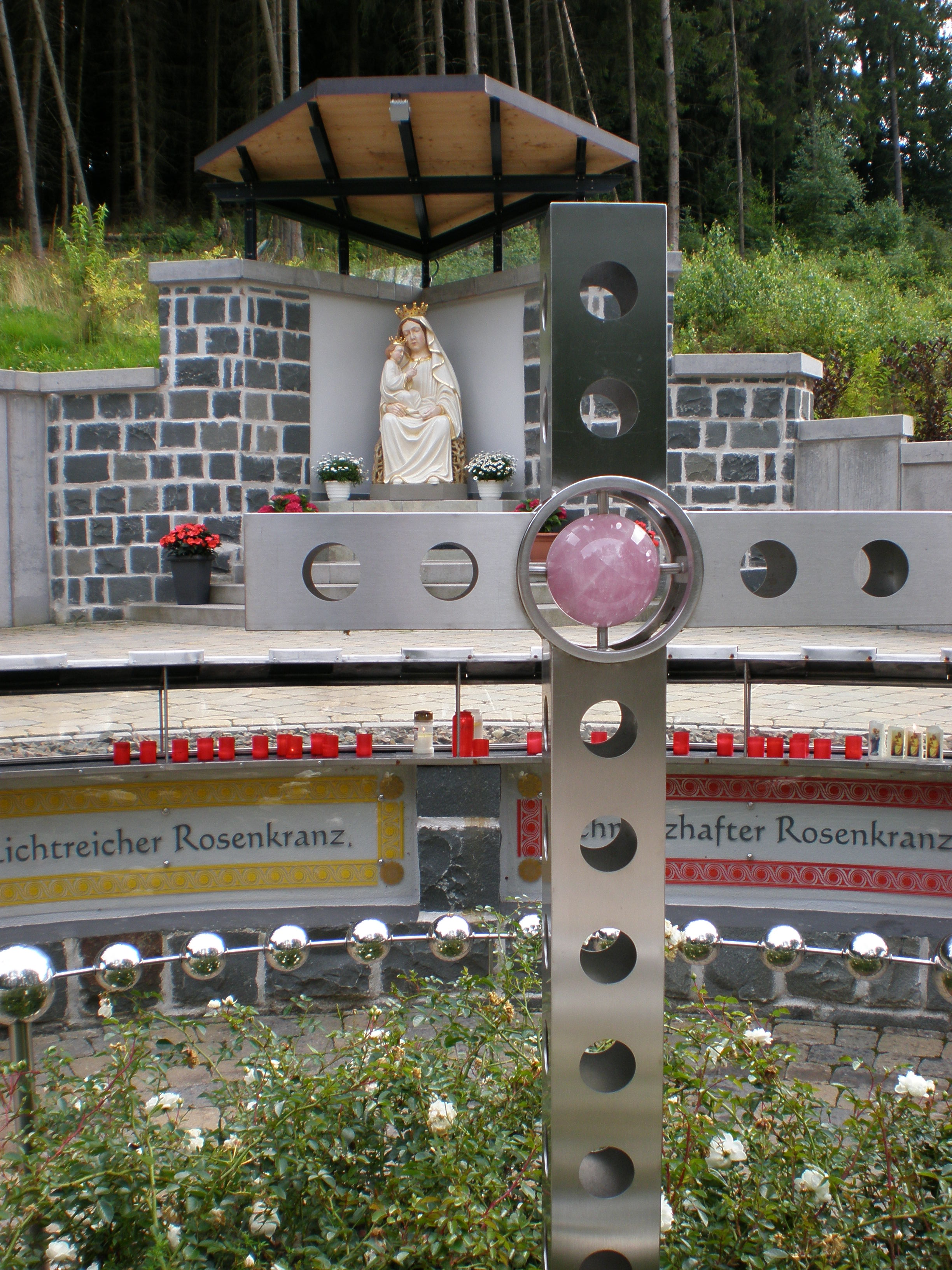
Marienfigur und Rosenkranz an der neu gestalteten Pilgerstätte im Härtelwald

### Unsere Liebe Frau von Marpingen
Bei der Lieben Frau von Marpingen handelt es sich um eine barocke Holzskulptur aus dem 18. Jahrhundert. Die 63 Zentimeter hohe Skulptur wird in einer Marienkapelle mit einer Brunnenanlage aufbewahrt. Die Sage berichtet, die Marpinger Dorfbewohner hätten an der Stelle der Kapelle eine hölzerne Marienstatue in einem feuchten Wiesengrund gefunden. Daraus entwickelte sich eine Marienverehrungsstätte, zu der auch Einwohner aus dem Umland pilgerten, um für gutes Wetter zu bitten. Es ist nicht bekannt, aus welchem Grund die ursprüngliche Statue durch die Barockskulptur ersetzt wurde.

### Marienkapelle im Härtelwald

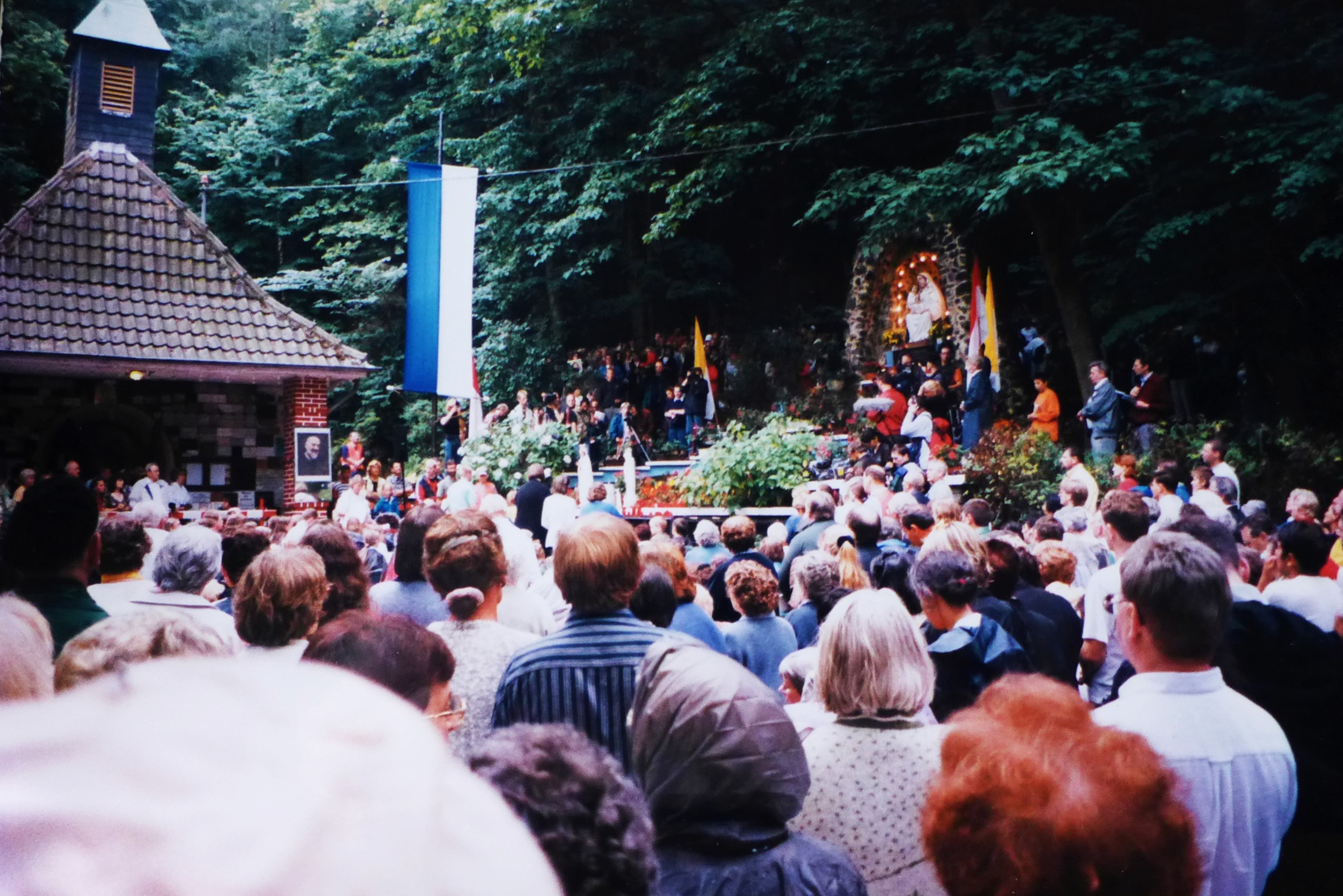
Die marianische Gebetsstätte im Härtelwald mit Kapelle und Mariengrotte am 8. August 1999 während der angeblich erneuten Marienerscheinungen

Die Gemeinde errichtete 1932 im Härtelwald eine mit Spenden finanzierte Kapelle als Gebets- und Verehrungsstätte zu Ehren Marias, der Mutter Jesu, nachdem es dort 1876 und 1877 Marienerscheinungen gegeben haben soll. Bei den Marienerscheinungen in Marpingen 1876/1877 war zunächst den drei Mädchen Katharina Hubertus, Susanna Leist und Margaretha Kunz am 3. Juli 1876 angeblich die "Mutter Gottes" (gemäß trinitarischer Tradition) erschienen, bald behaupteten andere Kinder und Erwachsene, die Jungfrau gesehen zu haben, und es gab Berichte über wundersame Heilungen. Die damals einsetzenden Pilgerfahrten waren wegen des herrschenden Kulturkampfes staatlicherseits massiv unterdrückt worden, kirchlicherseits hatte man deshalb eine fundierte Prüfung der Angelegenheit versäumt. Dennoch setzten sich die Pilgerreisen zumindest regional durch, so dass es zum erwähnten Kapellenbau kam, der hauptsächlich aus Spenden der Pilger finanziert werden konnte. Der Journalist Friedrich Ritter von Lama publizierte 1934 unter dem Titel: „Die Mutter-Gottes-Erscheinungen in Marpingen – Ein Opfer des Kulturkampfes“ ein Buch, das zur Bekanntheit von Marpingen beigetragen hat und in den 1970er Jahren als Reprint erschien.
Am Ort der früheren Erscheinung von 1876 soll Maria zwischen Mai und Oktober 1999 erneut drei Frauen dreizehnmal erschienen sein und ihnen Botschaften übermittelt haben. Am 8. August 1999 pilgerten mehr als 20.000 Menschen an die Kapelle, um dem Ereignis beizuwohnen. Eine Übernatürlichkeit der Erscheinung wird aber von der katholischen Kirche nicht anerkannt, eine kirchenamtliche Untersuchungskommission stellte 2005 Zweifel am behaupteten Erscheinen einer himmlischen Person fest.

### Alte Mühle

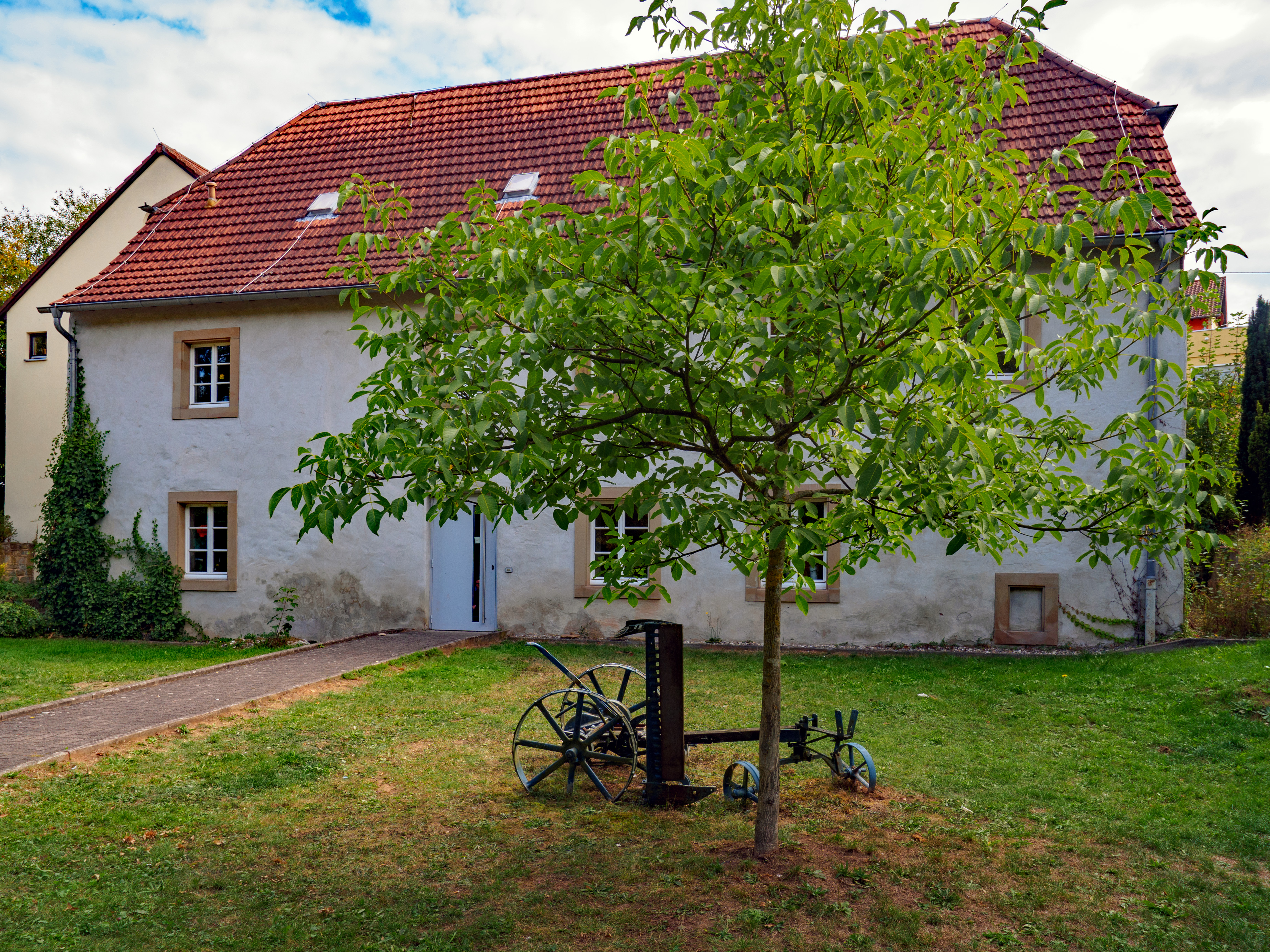
Alte Mühle

In dem aus dem Jahr 1836 stammenden, 1999 restaurierten Marpinger Mühlengebäude sind ein Heimatmuseum, eine Begegnungsstätte und ein Café untergebracht.

### Alte Grenzsteine
Entlang der Gemeindegrenze von Marpingen zu den Nachbarorten Winterbach, Oberlinxweiler und Remmesweiler in der Wurzelbach verlief früher die Grenze zwischen dem Fürstentum Nassau-Saarbrücken und dem Herzogtum Pfalz-Zweibrücken. Dort stehen noch etliche große Grenzsteine, die im 18. Jahrhundert errichtet und teilweise wieder restauriert wurden. Auf der einen Seite tragen sie das Wappen von Pfalz-Zweibrücken, auf der anderen Seite die Nassau-Saarbrücker Wolfsangel. Eine Sage verbindet sich mit dem imposantesten dieser Grenzsteine, dem sogenannten Vierbannstein in der Nähe des Wasserwerkes Wurzelbach: Als es nach dem Dreißigjährigen Krieg zu einer Neuordnung der Banne im Raum St. Wendel kommen sollte, fand sich unter anderem auch der Schultheiß von Marpingen ein, dessen Ortsgebiet eigentlich weit ab der erwähnten Stelle endete. Einen Streit zwischen ihm und den Dorfschulzen der näher liegenden Ortschaften löste er damit, dass er seine Hand hob und schwor: „So wahr Gottes Himmel über mir, so ist Marpinger Boden unter mir“. Diesen Schwur konnte er freilich nur deshalb (wahrheitsgemäß) halten, weil er Erde aus seinem Garten in seine Stiefel gefüllt hatte. Der Sage nach erstreckt sich deshalb der Marpinger Bann so weit nach Norden.

## Sport

### Flugplatz
Das Landesleistungszentrum Segelflug in Marpingen gehört zu den vier bundesdeutschen Leistungszentren dieser Sportart. Alljährlich finden sportliche Wettkämpfe und fliegerische Begegnungen statt, die weit übers Saarland hinaus Beachtung finden. Im Jahre 1995 war Marpingen Austragungsort der 9. Internationalen Europameisterschaften der Frauen im Segelflug.

### FC Hellas
Der Fußballverein FC Hellas Marpingen wurde in der Saison 2005/2006 Meister der Landesliga Nord-Ost und damit Aufsteiger in die damals höchste saarländische Fußballliga, die Verbandsliga. In der Saison 2009/10 spielt der FC Hellas wieder in der inzwischen achtklassigen Landesliga Nord-Ost.
Die Frauenmannschaft des FC Hellas Marpingen gehörte in den späten 1970er und frühen 1980er Jahren zu den stärksten Mannschaften im Saarland und nahm mehrmals an der Endrunde um die Deutsche Meisterschaft teil. Der größte Erfolg war dabei der Einzug in das Endspiel von 1978, wo man dem SC 07 Bad Neuenahr unterlag.

### DJK St. Michael Marpingen
Die erste Frauenmannschaft des DJK St. Michael Marpingen ist in die Zweite Bundesliga aufgestiegen und spielt in der Saison 2007/08 in der Gruppe Süd. Die Handball-Männer der DJK Marpingen bilden zusammen mit der DJK Oberthal und der DJK Namborn die HSG DJK Nordsaar. Nach einem Jahr in der Oberliga Rheinland-Pfalz/Saarland spielt die Mannschaft in dieser Saison wieder in der Saarlandliga. Vorsitzender ist der Urexweiler Norbert Geiger.

### DVG Urexweiler
Der Deutsche Verband der Gebrauchshundsportvereine e. V. wurde 1973 gegründet. Hier werden Hundesportarten wie Vielseitigkeitssport, Agility, Turnierhundsport und seit einiger Zeit auch Obedience trainiert. Es werden auch Welpenspielstunden und freies Training angeboten. Die Sportler des Vereins haben schon mehrfach bei Veranstaltungen auf Bundesebene Erfolge gefeiert.

## Regelmäßige Veranstaltungen

### Rosenmontagsumzug in Marpingen
Der Rosenmontagsumzug ist einer der größten im Landkreis und wird jedes Jahr von mehreren Tausend Besuchern verfolgt.

### Marienkirmes in Marpingen
Jedes Jahr um den 15. August (Maria Himmelfahrt) wird in Marpingen eine große Kirmes gefeiert, die vier Tage lang tausende Besucher aus der Umgegend anzieht.

### Exweller Dorffest
In Urexweiler findet seit 1980, jedes Jahr am ersten Wochenende im September, das berühmte „Exweller Dorffest“ statt. Das Fest bietet allerhand kulinarische Spezialitäten und zeichnet sich dadurch aus, dass es nur von ortsansässigen Vereinen gestaltet wird. Federführend für die Ausrichtung ist der „Vereinsring Urexweiler 1976 e. V.“. In ihm sind 33 örtliche Gruppierungen organisiert, von denen etwa 20 am Dorffest mitwirken.
Seit Jahren wird das Fest unter ein Motto gestellt. In dem überwiegend katholischen Ort feiert auch die Kirche am Samstag die Vorabendmesse unter dem gleichen Motto wie das Dorffest.

## Söhne und Töchter der Gemeinde
- Adam Meyer (um 1410–1499 in Köln), Benediktinerabt in Köln und Klosterreformer
- Johann Viktor Kirsch (1891–1946), SS-Hauptscharführer und Lagerleiter, verurteilt und hingerichtet
- Alois Kunz (1892–1943), deutsches Holocaustopfer. Er wurde 1995 vom Marpinger Gemeinderat als Widerstandskämpfer gegen den Nationalsozialismus geehrt. Seine Lebensgeschichte ist Ausgangspunkt des „Alternativen Heimatbuches“.[11]
- Barbara Esser (1902–1952), Politikerin (KPD), Reichstagsabgeordnete
- Bernadette Mac-Nelly (1920–2002), freischaffende Malerin, Designerin, Bühnen- und Kostümbildnerin
- Erich Leist (1935–2014), Fußballspieler
- Erwin Glod (1936–2003), Fußballspieler
- Ernst Zägel (1936–2020), Fußballspieler
- Rudolf Hinsberger (1943–2021), Politiker (SPD), Landrat des Landkreises Neunkirchen
- Norbert Kuß (* 1943), Justizopfer
- Richard Dewes (* 1948), Politiker (SPD), ehemals Innenminister in Thüringen
- Bernd Franke (* 1948), Fußballspieler
- Georg Skalecki (* 1959), Denkmalpfleger
- Udo Recktenwald (* 1962), Politiker (CDU), Landrat des Landkreises St. Wendel
- Patrick Huber (* 1968), Physiker, Hochschullehrer und Autor
- Jörg "Jörkk" Mechenbier (* 1977), Musiker und Autor; Sänger der Bands Love A, Schreng Schreng & La La & Trixsi
- Kristina Barrois (* 1981), Tennisspielerin
- Langhals & Dickkopp, Liedermacher- und Kabarettistenduo